# Gulou, Fuzhou
Gulou är ett stadsdistrikt inom provinshuvudstaden Fuzhou i provinsen Fujian i sydöstra Kina.  
Gulou är indelat i nio stadsdelsdistrikt och en köping.
Stadsdelsdistrikt (jiedao):

- Antai (安泰街道)
- Dongjie (东街街道)
- Gudong (鼓东街道)
- Guxi (鼓西街道)
- Huada (华大街道)
- Nanjie (南街街道)
- Shuibu (水部街道)
- Wenquan (温泉街道)
- Wufeng (五凤街道)

Köping (zhen):

- Hongshan (洪山镇)